# Ibrahim Bek
Pour les articles homonymes, voir Bek.
Ibrahim Bek (ouzbek : Ibrohimbek ; russe : Ибрагим-бек), est un chef de guerre ouzbek qui lutta contre l'expansion soviétique en Asie centrale.

## Biographie
Né en 1889, Ibrahim est issu de la tribu des Lakaïs, une importante tribu ouzbèke vivant dans l'est de l'émirat de Boukhara. Selon l'explorateur britannique Alexander Burnes, un dicton usité parmi eux, fameux par leur brigandage, maudit quiconque meurt dans son lit, puisqu'un vrai Lakaï doit perdre la vie dans un tchapao ou expédition de pillage.
En 1920, il entre au service de l'émir de Boukhara, Alim Khan, qui devra bientôt fuir l'invasion soviétique et trouver refuge à Douchanbé en actuel Tadjikistan, puis à Kaboul, dans l'émirat d'Afghanistan. Ibrahim décide alors de s'opposer à l'occupation russe et mène l'insurrection musulmane des « Basmatchi » (« Brigands » en ouzbek), pour se libérer du joug bolchevik. Il luttera également contre le militaire ottoman Enver Pacha, un des chefs de la révolution « Jeunes-Turcs » qui cherchait à unifier les forces armées turcophones de l'Asie centrale dans le but de créer un Turkestan indépendant.
Musulman conservateur, Ibrahim Bek s'opposera au « jadidisme », un mouvement réformiste musulman apparu en Asie centrale à la fin du XIXe siècle.
Après plusieurs années de guérilla dans la région de Boukhara et dans la vallée de Ferghana, Ibrahim Bek est mis en difficulté en 1925 par un détachement de l'Armée rouge de la région militaire du Turkestan commandé par Mikhaïl Frounze. Les Soviétiques affirmeront qu'il était soutenu par les services secrets britanniques (cf. le « Grand Jeu »).
Obligé de fuir en Afghanistan, il s'allie avec un autre chef basmatchi, Faizal Maksum (en), avec qui il lance des raids contre la nouvelle République socialiste soviétique du Tadjikistan, proclamée en 1929 ; trahi par des villageois tadjiks, il sera capturé par les Soviétiques et exécuté avec trente-trois de ses partisans à Tachkent, capitale de la République socialiste soviétique d'Ouzbékistan, en 1931 (en août 1932 selon d'autres sources).
Les Basmatchi refusèrent de déposer les armes et continuèrent la lutte ; leur dernière grande bataille se déroulera en octobre 1933 dans le désert du Karakoum où, sous la direction de Dzhunaid Khan, ils seront battus par les forces soviétiques.